# KinKi you DVD
『KinKi you DVD』（キンキ ユー ディーブイディー）は、KinKi Kidsの13作目の映像作品、及び10作目のライブビデオ。2009年9月30日にジャニーズ・エンタテイメントから発売。
デビュー日となる7月21日からスタートした2008年のツアー『キンキキッズ 緊急全国ツアー KinKi you コンサート。』の公演を収録した映像作品。

## 仕様・特典
共通
- 「TOKYO DOME 7.22」、「Tour Documentary」、「CountDown Concert 2008-2009 in KinKi」のDVD3枚収録

初回生産限定盤
- DVD4枚組、DISC 4には元旦ライブのダイジェスト・コントVTR・メイキング映像を収録。
- 三方背ケース入り デジパック仕様
- 折りポスター
- ツアー各会場で販売していたご当地限定タオルDVD ver.を封入

通常盤
- DVD4枚組、DISC 4には新潟・広島・鹿児島の3会場のLIVEダイジェストを収録。
- スリーブケース入り

## 収録内容
出典

### Disc 1
TOKYO DOME 7.22
1. Documentary of TOKYO DOME
2. 愛のかたまり
3. 硝子の少年
4. やめないで,PURE
5. 愛されるより 愛したい
6. KinKi Kids forever
7. 永遠に
8. (MC)
9. Secret Code
10. Theme of Ø
11. lOve in the Ø
12. since 1997 / Natural Thang
13. 月光
14. Inter
15. ジェットコースター・ロマンス
16. フラワー
17. たよりにしてまっせ
18. このまま手をつないで
19. (MC)
20. 青の時代
21. to Heart
22. 薄荷キャンディー
23. Theme of KinKi Kids 08
24. ビロードの闇
25. 涙、ひとひら
26. 全部だきしめて
27. 永遠のBLOODS
28. ボクの背中には羽根がある
29. Anniversary
30. (MC)
31. 愛のかたまり

〈ENCORE〉
1. 99%LIBERTY
2. (MC)
3. もう君以外愛せない

〈W ENCORE〉
1. (MC)
2. Secret Code

### Disc 2
Tour Documentary
1. 7.29-30 京セラドーム大阪
2. 8.2-3 長野・ビッグハット
3. 8.20-21 仙台・ホットハウススーパーアリーナ
4. 8.26-28 名古屋・日本ガイシスポーツプラザ ガイシホール
5. 9.13-14 北海道立総合体育センター きたえーる
6. 9.27-28 朱鷺メッセ 新潟コンベンションセンター
7. 9.30-10.1 マリンメッセ福岡
8. 10.18-19 サンドーム福井
9. 10.21-22 広島グリーンアリーナ
10. 10.29-30 静岡エコパアリーナ
11. 11.19-20 大分・ビーコンプラザ コンベンションホール
12. 11.22-23 鹿児島アリーナ

### Disc 3
CountDown Concert 2008-2009 in KinKi
1. Documentary of KYOCERA DOME OSAKA
2. たよりにしてまっせ
3. 硝子の少年
4. 愛されるより 愛したい
5. ジェットコースター・ロマンス
6. 全部だきしめて
7. (MC)
8. シンデレラ・クリスマス
9. やめないで,PURE
10. フラワー
11. 雨のMelody
12. KinKiのやる気まんまんソング
13. もう君以外愛せない
14. ボクの背中には羽根がある
15. 情熱
16. Hey!みんな元気かい?
17. カナシミ ブルー
18. solitude 〜真実のサヨナラ〜
19. 永遠のBLOODS
20. ギラ☆ギラ
21. カウントダウン
22. Happy Happy Greeting
23. 薄荷キャンディー
24. ね、がんばるよ。
25. Anniversary
26. ビロードの闇
27. SNOW! SNOW! SNOW!
28. 夏模様
29. Harmony of December
30. BRAND NEW SONG
31. (MC)
32. 永遠に
33. Secret Code

〈ENCORE〉
1. (MC)
2. 約束

### Disc 4 (初回限定盤)
KYOCERA DOME OSAKA 1.1
1. 愛のかたまり
2. BRAND NEW SONG
3. Fu Fu Fu
4. (MC)
5. まけたらアカン
6. このまま手をつないで
7. (MC)
8. 全部だきしめて
9. Jam Session
10. Hey!みんな元気かい?
11. Secret Code
12. (MC)
13. もう君以外愛せない
14. (MC)
15. 約束
16. 99%LIBERTY
17. Ending

〈SPECIAL REEL〉
- ライブ中のコントVTR & メイキング

### Disc 4 (通常盤)
TOKI MESSE NIIGATA CONVENTION CENTER 9.28
- lOve in the Ø
- フラワー
- Hey!みんな元気かい?
- ボクの背中には羽根がある
- Anniversary

HIROSHIMA GREEN ARENA 10.22
- 硝子の少年
- Secret Code
- たよりにしてまっせ
- 青の時代
- ビロードの闇

KAGOSHIMA ARENA 11.23
- やめないで,PURE
- ジェットコースター・ロマンス
- 全部だきしめて
- to Heart
- 涙、ひとひら
- 愛のかたまり
- もう君以外愛せない
- 99%LIBERTY